# 圣巴斯弟盎堂 (锡耶纳)
圣巴斯弟盎堂(Chiesa di San Sebastiano in Vallepiatta) 是一座古老的罗马天主教教堂，位于意大利锡耶纳森林区 的小广场（Piazzeta della Selva）  。
该堂于 1492 年开始建造，1656 年完工，由织工公会捐资修建。内部的湿壁画由 16 世纪的画家绘制，包括斯特凡诺·沃尔皮的圣艾琳之梦、塞巴斯蒂安·福利的《圣巴斯弟盎的荣耀》和《美德与天使》、彼得罗·索里和鲁蒂略·马内蒂的《圣巴斯弟盎的生平事迹》。在正祭台上有路易吉·阿德莫洛绘制作的耶稣苦像和一个 15 世纪的耶稣苦像，传说是由伯尔纳铎本人捐赠。

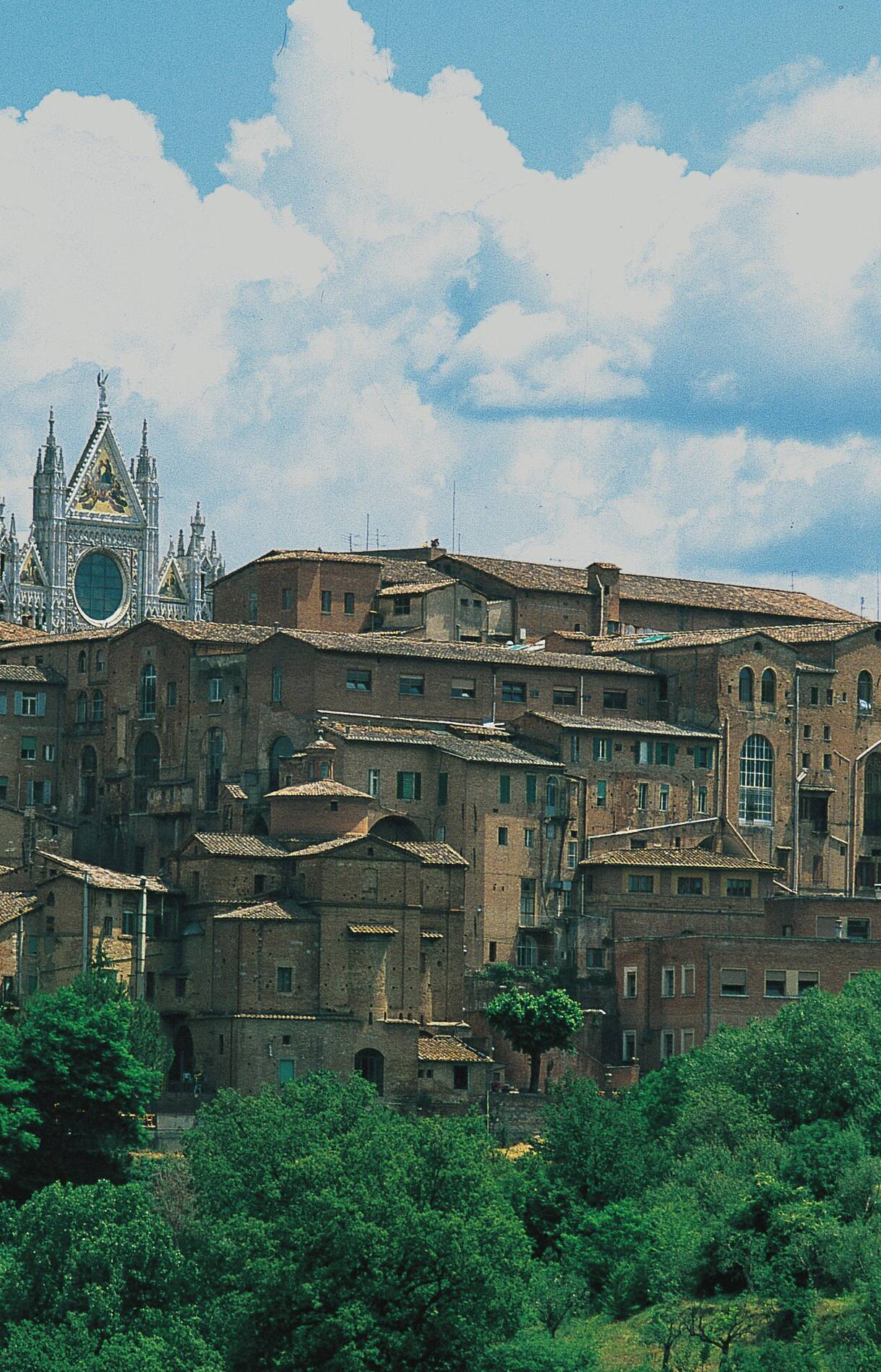
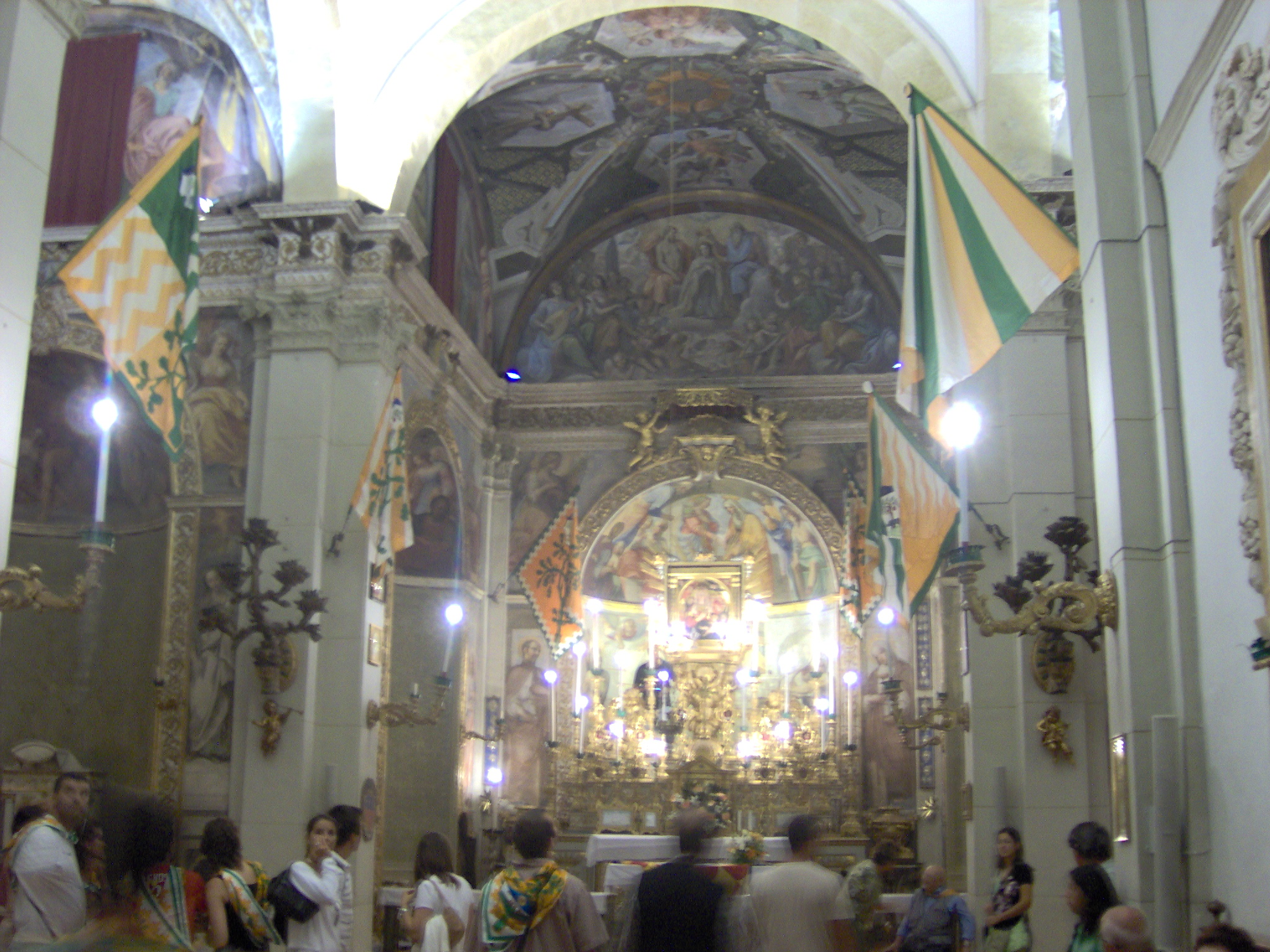